# استقرار التربة الكلي

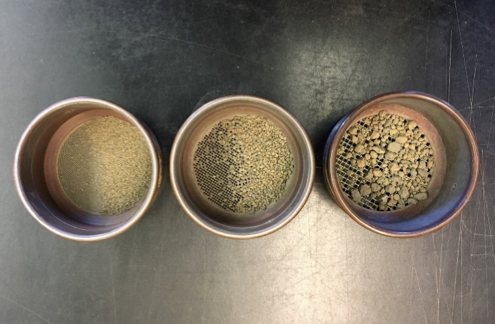
أعشاش منخل التربة بعد إخراجها من الفرن مع ركام التربة الجافة

استقرار التربة الكلي هو مقياس لقدرة تجمعات التربة على مقاومة التدهور عند تعرضها لقوى خارجية مثل تآكل المياه وتآكل الرياح وعمليات الانكماش والتورم والحراثة. استقرار التربة الكلي هو مقياس لبنية التربة ويمكن أن يتأثر بإدارة التربة.
الاستقرار الكلي هو أحد مؤشرات جودة التربة، لأنه يجمع بين الخصائص الفيزيائية والكيميائية والبيولوجية للتربة، يحدث تكوين ركام التربة (أو ما يسمى جزيئات التربة الثانوية أو الدواسات) بسبب تفاعلات جزيئات التربة الأولية (أي الطين) من خلال إعادة الترتيب والتلبد والتدعيم.
الاستقرار الكلي له تأثير مباشر على توزيع حجم مسام التربة، مما يؤثر على احتباس مياه التربة وحركة المياه في التربة، وبالتالي يؤثر على حركة الهواء. عادة ما تحتوي التربة ذات البنية الجيدة للتربة على مزيج من المسامات الدقيقة والميسيوية والكبيرة. لذلك، مع المزيد من التجميع، من المتوقع أن يكون لها مسامية إجمالية أعلى مقارنة بالتربة غير المستقرة بشكل جيد.